# FLAK

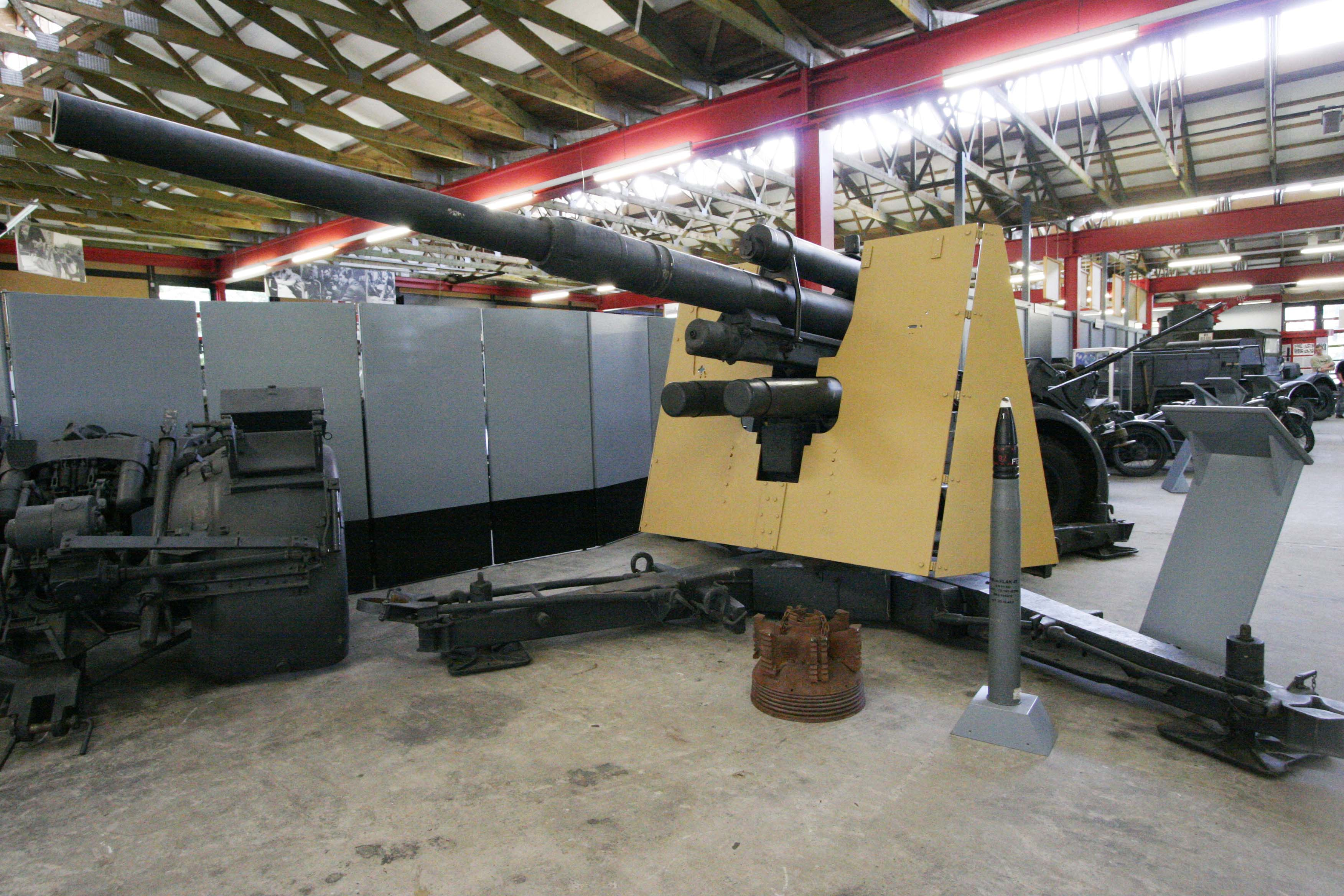
Flak 37 lang 56

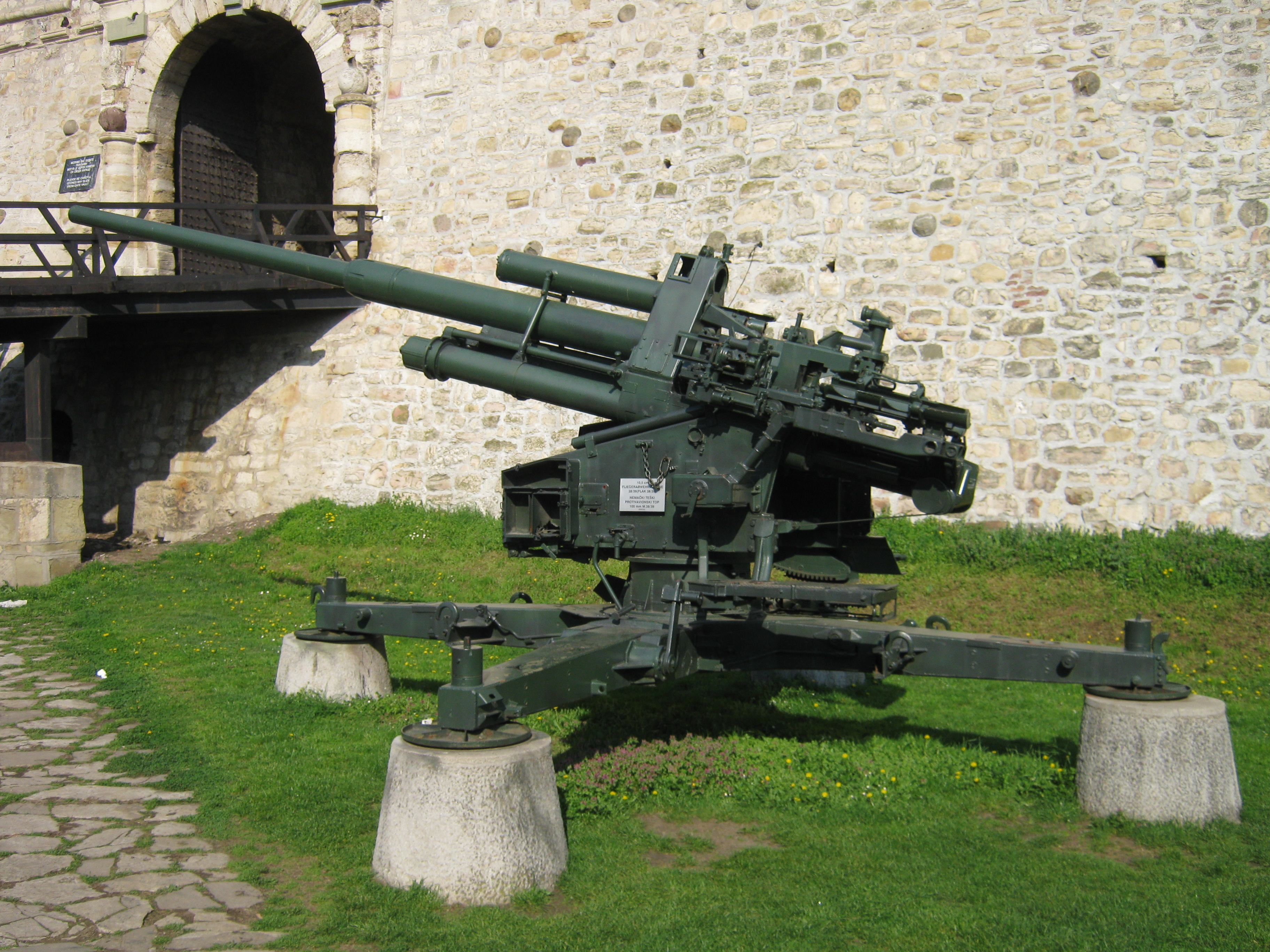
Flak 38

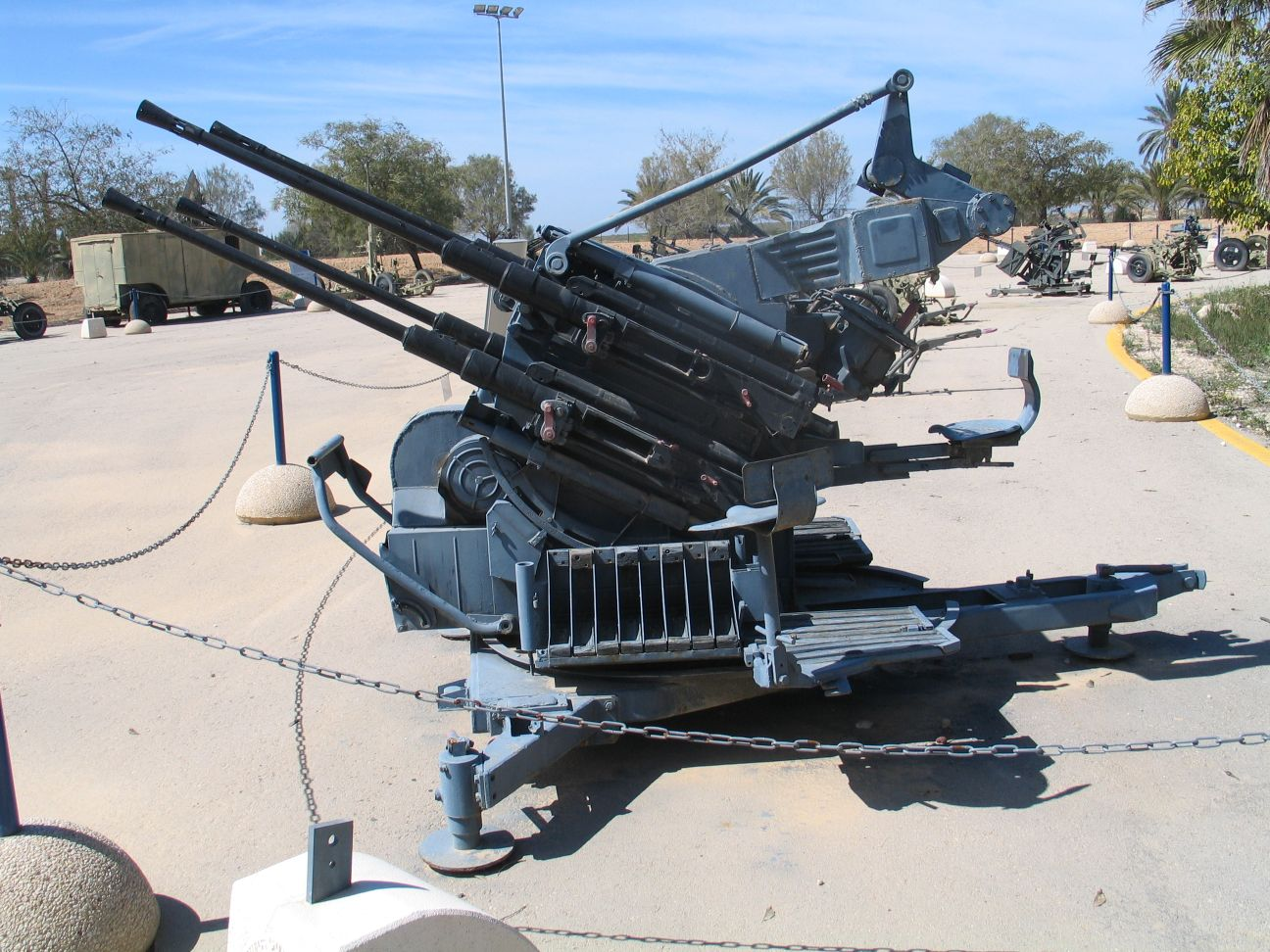
Flakvierling

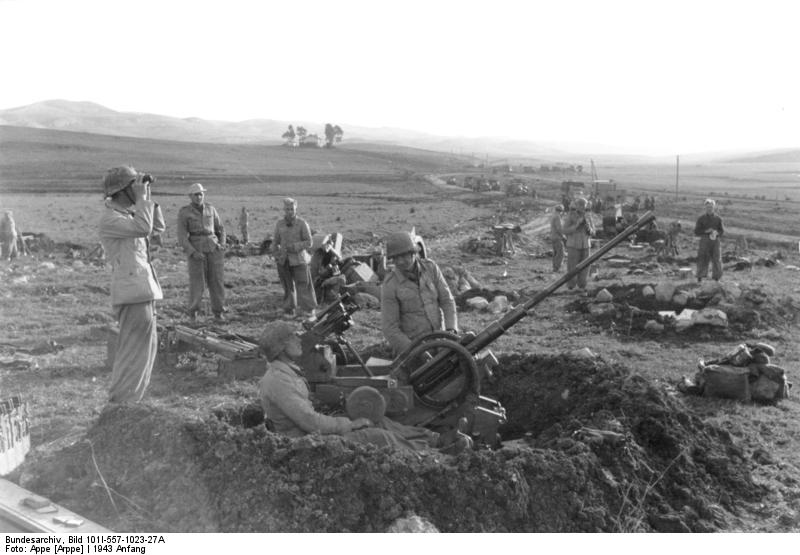
Flakstelling

Flak, een afkorting van Flugabwehrkanone, ook Fliegerabwehrkanone of Flugzeugabwehrkanone, is de benaming voor het Duitse luchtafweergeschut tijdens de Tweede Wereldoorlog. De oorspronkelijke verzamelnaam is Flugabwehrgeschütz. Een Flak kon verdekt opgesteld worden, bijvoorbeeld in een kuil met een aarden wal of een betonnen rand eromheen, wat een Flakstelling wordt genoemd.
- 2cm-Flak 30
- 20mm-Flakvierling 38
- 3,7cm-Flak 37
- 3,7cm-Flak 43
- 4cm-Flak
- 5cm-Flak 41
- 8,8cm-Flak 18/36/37
- 8,8cm-Flak 41
- 10,5cm-Flak 38
- 12,8cm-Flak 40
- 12,8cm-Flak-Zwilling 40